# 库尔塞勒莱朗斯
库尔塞勒莱朗斯（法語：Courcelles-lès-Lens，法語發音：[kuʁsɛl lɛ lɑ̃s]，意为“朗斯附近的库尔塞勒”）是法国上法蘭西大區加来海峡省的一个市镇，属于朗斯区。

## 地理
库尔塞勒莱朗斯（50°25'5"N, 3°1'5"E）面积5.56 平方千米，位于法国上法蘭西大區加来海峡省，该省份为法国北部沿海省份，西北濒北海，南至索姆省，东临北部省。
与库尔塞勒莱朗斯接壤的市镇（或旧市镇、城区）包括：埃万马尔迈松、勒福雷、努瓦耶勒戈多、欧比、埃凯尔尚、弗莱尔斯-昂内斯克勒比约。
库尔塞勒莱朗斯的时区为UTC+01:00、UTC+02:00（夏令时）。

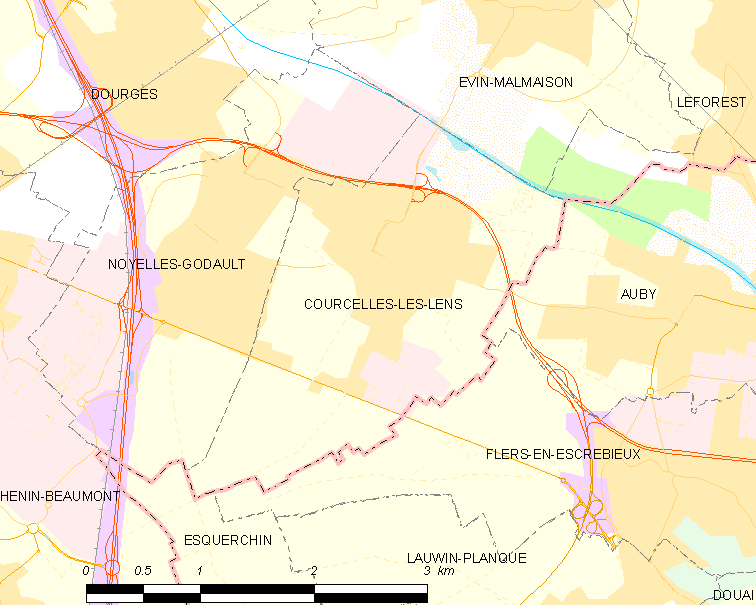
库尔塞勒莱朗斯的OSM定位图

## 行政
库尔塞勒莱朗斯的邮政编码为62970，INSEE市镇编码为62249。

## 政治
库尔塞勒莱朗斯所属的省级选区为埃南-博蒙第二县。

## 人口

1962-2008年间库尔塞勒莱朗斯人口变化图示

库尔塞勒莱朗斯于2022年1月1日时的人口数量为8015人。